# مردم متحد هرگز شکست نخواهند خورد!
مردم متحد هرگز شکست نخواهند خورد! (انگلیسی: The People United Will Never Be Defeated!) یک اثر موسیقی برای پیانو از فردریک ژفسکی آهنگساز آمریکایی است که در سال ۱۹۷۵ ساخته شد. این اثر یک واریاسیون ۳۶ تایی از آهنگ شیلیایی «مردم متحد هرگز شکست نخواهند خورد» اثر سرخیو اورتگا و گروه کیلاپایون است، و نخستین اجرای جهانی آن در ۷ فوریه ۱۹۷۶ با اجرای اورسولا آپنس در سالن کنسرت مرکز هنرهای نمایشی جان اف کندی انجام شد. ژفسکی این آهنگ را به آپنس که آن را سفارش داده بود و در سال ۱۹۷۹ آن را ضبط استودیویی نمود، تقدیم کرد. اجرای استودیویی آپنس در آن سال توسط مجلهٔ رکورد ورلد به عنوان «اجرای سال» انتخاب شد و نامزد دریافت جایزه گرمی گردید.

## بیشتر بخوانید
- Murray, Edward. "Frederic Rzewski", Grove Music Online, ed. L. Macy
- Parry, Jonathan. 1984. New uses of tonal harmony in recent music. Sheffield University MPhil. Chapter on Frederic Rzewski's The People United Will Never Be Defeated.
- Bhagwati, Sandeep. 1992. "Von der Schönheit der Vielfalt in der Einheit: Notizen zu Frederic Rzewskis The People United Will Never Be Defeated—36 Variationen über ein chilenisches Volkslied". Melos: Jahrbuch für zeitgenössische Musik 51:130–171.
- Sherr, Larry. 1985. "Vereinigung der Vielfalt: The People United Will Never Be Defeated! von Frederic Rzewski". MusikTexte [de]: Zeitschrift für Neue Musik, no. 11:38–48.
- Southard, Keane. 2009. "The Use of Variation Form in Frederic Rzewski's 'The People United Will Never Be Defeated!'". Baldwin-Wallace College BM Thesis.
- Wason, Robert. 1988. "Tonality and Atonality in Frederic Rzewski's Variations on 'The People United Will Never Be Defeated' ". Perspectives of New Music 26, no. 1 (Winter): 108–143.
- Wolff, Christian. Program notes by to Ursula Oppens recording: Vanguard Classics CD OVC 8056.